# Piazza Municipio
A Piazza Municipio Nápoly kereskedelmi és adminisztratív központja. Az enyhén lejtős teret az 1994-es G7 országok találkozója alkalmával újították fel. 

## Jellemzői
Közepén II. Viktor Emánuel XIX. századi lovasszobra áll (Tommaso Solari és Alfonso Balsico műve). A teret körülvevő épületek közül a legfontosabbak a Castel Nuovo valamint a San Giacomo degli Spagnoli templom. A tér nyugati oldalát a hatalmas Palazzo del Municipio zárja le, melyet 1816–1825 között építettek Luigi és Stefano Gasse építészek tervei alapján a Bourbon királyság miniszterei számára. 
A helybéliek San Giacomo-nak is nevezik, mivel a San Giacomo degli Spagnoli közvetlen közelségében található. Ez utóbbit 1540-ben építették Don Pedro de Toledo spanyol alkirály parancsára (erre utal megnevezése is).
A tér nyugati oldalán található a Mercadante színház, melyet 1778-ban építettek, majd homlokzatát a XIX. században újjáépítették a ma is látható formájában.
A kikötő irányában a tér a Molo Angioino irányában terjeszkedik. Ez utóbbit 1302-ben építették II. Anjou Károly parancsára. Ez választja el az Anjou-öblöt (Bacino Agioino) a kereskedelmi kikötőtől.